# Вільярмайор (Саламанка)
Вільярмайор (ісп. Villarmayor) — муніципалітет в Іспанії, у складі автономної спільноти Кастилія-і-Леон, у провінції Саламанка. Населення — 219 осіб (2010).
Муніципалітет розташований на відстані близько 200 км на захід від Мадрида, 26 км на захід від Саламанки.
На території муніципалітету розташовані такі населені пункти: (дані про населення за 2010 рік)
- Контьєнса: 0 осіб
- Еспіно-де-лос-Докторес: 7 осіб
- Паласіос-де-лос-Дьєсес: 0 осіб
- Пеньямесер: 0 осіб
- Вільярмайор: 212 осіб
- Сафронсіно: 0 осіб

## Демографія
Динаміка населення (INE ):

## Зовнішні посилання
- Провінційна рада Саламанки: індекс муніципалітетів [Архівовано 23 квітня 2009 у Wayback Machine.]
- Посилання на Google Maps